# Bernard d’Albi
Bernard d’Albi (zm. 23 listopada 1350 w Awinionie) – francuski kardynał.

## Życiorys
Pochodził z Saverdun w południowej Francji. W latach 1336–1338 był biskupem Rodez. W 1337 przebywał w Hiszpanii jako nuncjusz papieski. Na konsystorzu 18 grudnia 1338 papież Benedykt XII mianował go kardynałem prezbiterem S. Ciriaco alle Terme. Uczestniczył w konklawe 1342. W lipcu 1343 mediował w konflikcie pomiędzy królami Aragonii oraz Majorki. W 1347 przewodniczył w charakterze legata papieskiego synodowi biskupów aragońskich w Barcelonie. Biskup Porto e Santa Rufina od 19 stycznia 1349. Przyjaźnił się z Petrarką, który często wspomina go w swoich listach.